# Storia degli ebrei in Libano
Gli ebrei libanesi sono tradizionalmente una comunità di origine mizrahì del Libano, per la maggior parte all'interno del paese e nei dintorni di Beirut.
Quasi tutta la comunità è emigrata verso Israele, Francia e Nord America. Attualmente poche decine di ebrei vivono adesso nel paese,, pochissimi in confronto ai 24000 nel 1948.
L'emigrazione non fu forte dopo la prima guerra civile del 1958, perché gli ebrei libanesi erano fortemente integrati nella società e non sentivano il bisogno di abbandonare la loro madrepatria. L'emigrazione aumentò dopo la guerra civile del 1975 e soprattutto dopo l'invasione israeliana del Libano nel 1982.
La religione ebraica è una delle 18 confessioni (5 musulmane e 12 cristiane) la cui presenza è riconosciuta dallo Stato.

## Storia

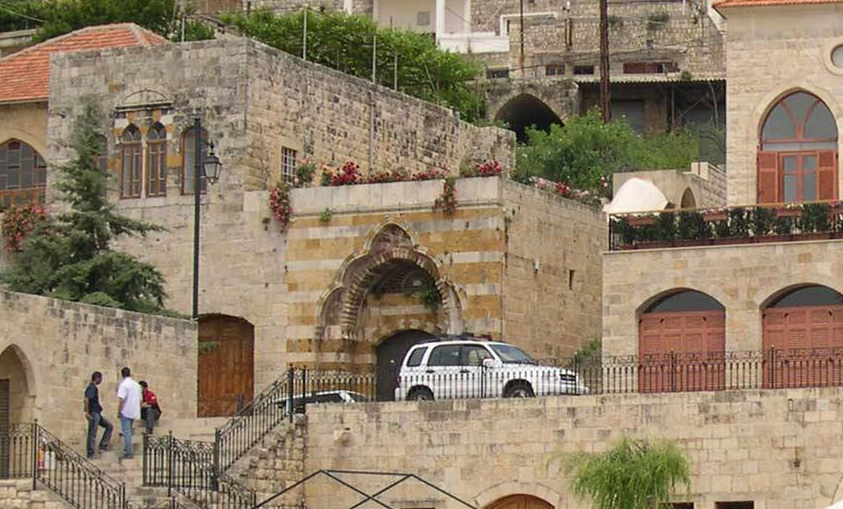
Nel centro della foto, sinagoga di Deir al-Qamar, risalente al VI secolo, abbandonata ma ancora integra.

### Dal regno israelita alla conquista musulmana
In tempi pre-biblici la regione tra Gaza e l'Anatolia (essenzialmente il Libano e Israele dei giorni nostri) era culturalmente omogenea. Nonostante la mancanza di un'autorità politica centrale, la regione condivideva un linguaggio comune (vari dialetti della lingua Cananitica, inclusi il fenicio e l'ebraico antico), religione e modo di vivere. Questo includeva alcuni dei primi regolamenti permanenti del mondo costruiti intorno alle prime comunità agricole e le città - stato indipendenti, molte delle quali mantennero un vasto e reticolato sistema di relazioni commerciali attraverso tutto il mediterraneo e oltre.
Al tempo del regno israelita, il Libano e Israele potevano essere riconosciute come due distinte entità, comunque essi rimasero alleati, vivendo le stesse situazioni che si sviluppavano nella regione.
Durante questo periodo, parti del moderno Libano erano sotto il controllo di Gerusalemme, e gli ebrei vivevano fino a Baal - Hermon alle pendenza del Monte Hermon (qualche volta identificato con Hasbaya, che divenne un importante centro della vita ebraica nella prima metà del XX secolo).
Secondo la versione biblica, questi ebrei erano membri della tribù di Manaseh, da una radice della lingua ebraica significava "quelli che dimenticarono (essi erano ebrei)".
La bibbia cristiana inoltre include versioni in cui Gesù soggiornò intorno al monte Hermon e Qana, citate per la grande presenza ebraica in queste località.
Dopo la rivolta di Bar Kokhba, intorno al 132 d.C. molte comunità ebraiche si stabilirono in Libano.
Dopo la conquista musulmana della regione nel VII secolo, una comunità ebraica si formò a Tripoli durante il regno del Califfo Mu'awiya ibn Abi Sufyan. Un'altra venne fondata nel 922 a Sidone. L'accademia ebraica palestinese si stabilì a Tiro nel 1071. Nel 900 le ostilità tra drusi e maroniti spinsero molti ebrei ad allontanarsi da Deir al-Qamar, molti si mossero verso Hasbaya, alla fine del secolo.

### Ai primi del '900

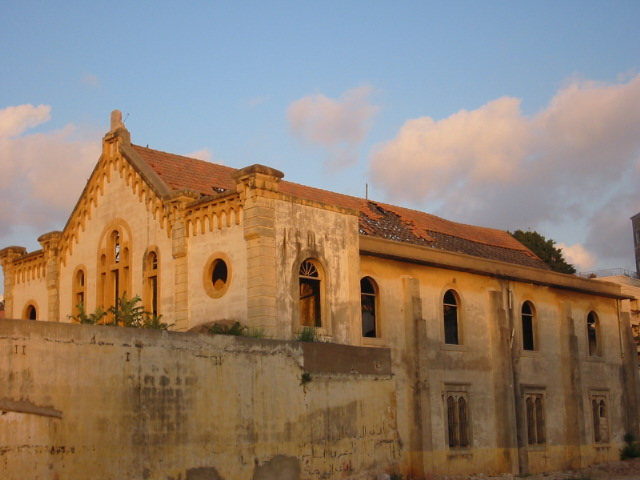
Maghen Abraham synagogue a Beirut nel 2004. Attualmente in fase di restauro.

Buona parte della comunità ebraica libanese, fino al XIX secolo aveva origini maghrebine, eredità espressa nelle peculiarità dei suoi dialetti arabi, che presentavano profonde influenze maghrebine.
Nel 1911, ebrei provenienti da Grecia, Siria, Iraq e Turchia si spostarono verso Beirut ampliando la comunità fino a quasi 5.000 persone. La comunità ebraica prosperò sotto il mandato francese del Grande Libano esercitando una considerabile influenza in tutto il Libano e oltre. Essa si alleò con il partito della Falange di Pierre Gemayel (una corrente maronita di destra modellata su movimenti simili in Italia e Germania) e giocarono un ruolo importante nella creazione del Libano come stato indipendente.
Durante il periodo del Grande Libano vennero fondati due giornali ebraici, il Al-Alam al-Israili (il mondo israelitico) in lingua araba e uno in lingua francese Le Commerce du Levant, un periodico che tratta di argomenti riguardanti l'economia che viene ancora pubblicato, sebbene i proprietari non siano più ebrei.

### Dal 1948 a oggi
La comunità ebraica viveva nei quartieri Wadi Abu Jamil e in quello di Ras Beirut, con piccole comunità nello Shuf, a Deir al - Qamar, Aley, Bhamdoun, Sidone e Hasbaya.
Gli ebrei libanesi respinsero gli approcci della Yishuv (un'organizzazione sionista attiva prima del 1948) per raccogliere fondi. Nel 1948 molti ebrei libanesi si dimostrarono contrari alla creazione dello Stato di Israele.
Il Libano fu l'unico stato arabo in cui la popolazione ebraica aumentò dopo la nascita dello stato di Israele nel 1948. Tuttavia, dopo la guerra civile del 1958 molti ebrei libanesi lasciarono il paese, soprattutto per l'Europa e gli Stati Uniti. Nel 1971 Albert Elia, che aveva 69 anni, segretario generale della comunità ebraica libanese, venne rapito a Beirut da agenti siriani, imprigionato e torturato a Damasco insieme ad alcuni ebrei siriani che tentarono di lasciare il paese. Un appello personale dall'alto Commissario ONU per i rifugiati, il principe Sadruddin Aga Khan, al Presidente Hafez al-Assad non permise il sicuro rilascio di Elia.
La guerra civile libanese, iniziata nel 1975, peggiorò la situazione per gli ebrei. Nel 1982 durante l'invasione israeliana, 11 leader ebrei furono rapiti e uccisi da fondamentalisti islamici.
Anche le infrastrutture ebraiche vennero danneggiate. Durante l'avanzata dell'esercito israeliano dentro Beirut, Yasser Arafat mise di guardia alla sinagoga Maghen Abraham dei miliziani palestinesi, la sinagoga era un simbolo importante della comunità ebraica, posizionata vicino al parlamento. La sinagoga venne fortemente danneggiata dai bombardamenti delle forze aeree israeliane, probabilmente perché si credeva che fosse utilizzata dai palestinesi come magazzino per le armi. Ulteriori danni sono stati causati da militanti arabi.
Deir al Qamar è una delle città in Libano in cui c'era una sinagoga integra, seppur chiusa ed inutilizzata. Questa sinagoga, il cui edificio si trova ancora in buone condizioni, fu venduta nel 1900 quando ormai non esisteva più una comunità ebraica nella città. Dory Chamoun, sindaco di Deir al Qamar e figlio dell'ex presidente libanese Camille Chamoun ha offerto supporto occasionale alla comunità ebraica
Circa 1500 ebrei rimangono a Beirut ai giorni nostri, comunque non più di 60 sono registrati ufficialmente; altri si sono convertiti al cristianesimo o all'Islam attraverso il matrimonio o per ragioni di sicurezza.
Il più recente rappresentante della comunità ebraica, Joseph Mizrahi, ha vissuto a Beirut fino al 2003 quando è partito per la Francia.
Senza un rabbino, gli ebrei del Libano trovano difficile continuare a professare la loro religione e tendono a mantenere un basso profilo per proteggere se stessi dagli attacchi dovuti alla comune credenza che siano spie di Israele.

## Futuro
Negli ultimi anni il futuro della comunità ebraica libanese appare molto più roseo; nel 2006 il ventunenne libanese-americano Aaron-Micaël Beydoun di fede musulmana sciita, ha creato un blog intitolato "Thejewsoflebanon", lo scopo era far conoscere la antichissima presenza ebraica in Libano, riaffermare il ruolo del Libano come luogo di tolleranza per tutte le religioni e indurre le autorità libanesi a restaurare la sinagoga Maghen Abraham. Dal 1º gennaio 2009 il blog è stato sostituito dal sito ufficiale della comunità ebraica libanese..
Mentre si discuteva del restauro della sinagoga, nel 2008 durante un'intervista, un esponente di Hezbollah, storico nemico di Israele, ha affermato:"noi rispettiamo la religione ebraica come quella cristiana. Gli ebrei hanno sempre vissuto insieme a noi". Queste affermazioni vennero considerate come un via libera al restauro.
Nel 2009 il restauro della sinagoga è stato avviato, dopo l'approvazione del progetto da parte del governo e delle comunità religiose, ed è tuttora in corso.

## Luoghi ebraici in Libano
- Sinagoga Maghen Abraham a Beirut (in fase di restauro)
- Sinagoga di Deyr el-Qamar (chiusa)
- Sinagoga di Sidone (abbandonata)
- Cimitero ebraico di Beirut

## Presidenti della Comunità Ebraica Libanese
- Ezra Anzarouth prima del 1910
- Joseph. D. Farhi 1910 - 1924
- Joseph Dichy Bey 1925 - 1927
- Joseph D. Farhi 1928 - 1930
- Selim Harari 1931 - 1934
- Joseph D. Farhi 1935 - 1938
- Joseph Dichy Bey 1939 - 1950
- Joseph Attiyeh 1950 - 1976
- Isaac Sasson 1977 - 1985
- Raoul Mizrahi 1985
- Joseph Mizrahi 1986
- Issac Arazi 2005 - in carica

## Rabbini Capo
Tra il 1908 e il 1978 una serie di Rabbini Capo ha guidato la Comunità Ebraica Libanese
- Rabbi Danon 1908 - 1909
- Jacob Maslaton 1910 - 1921
- Salomon Tagger 1921 - 1923
- Shabtai Bahbout 1924 - 1950
- Benzion Lichtman 1932 - 1959
- Jacob Attiyeh 1949 - 1966
- Chaoud Chreim 1960 - 1978